# Placa africana

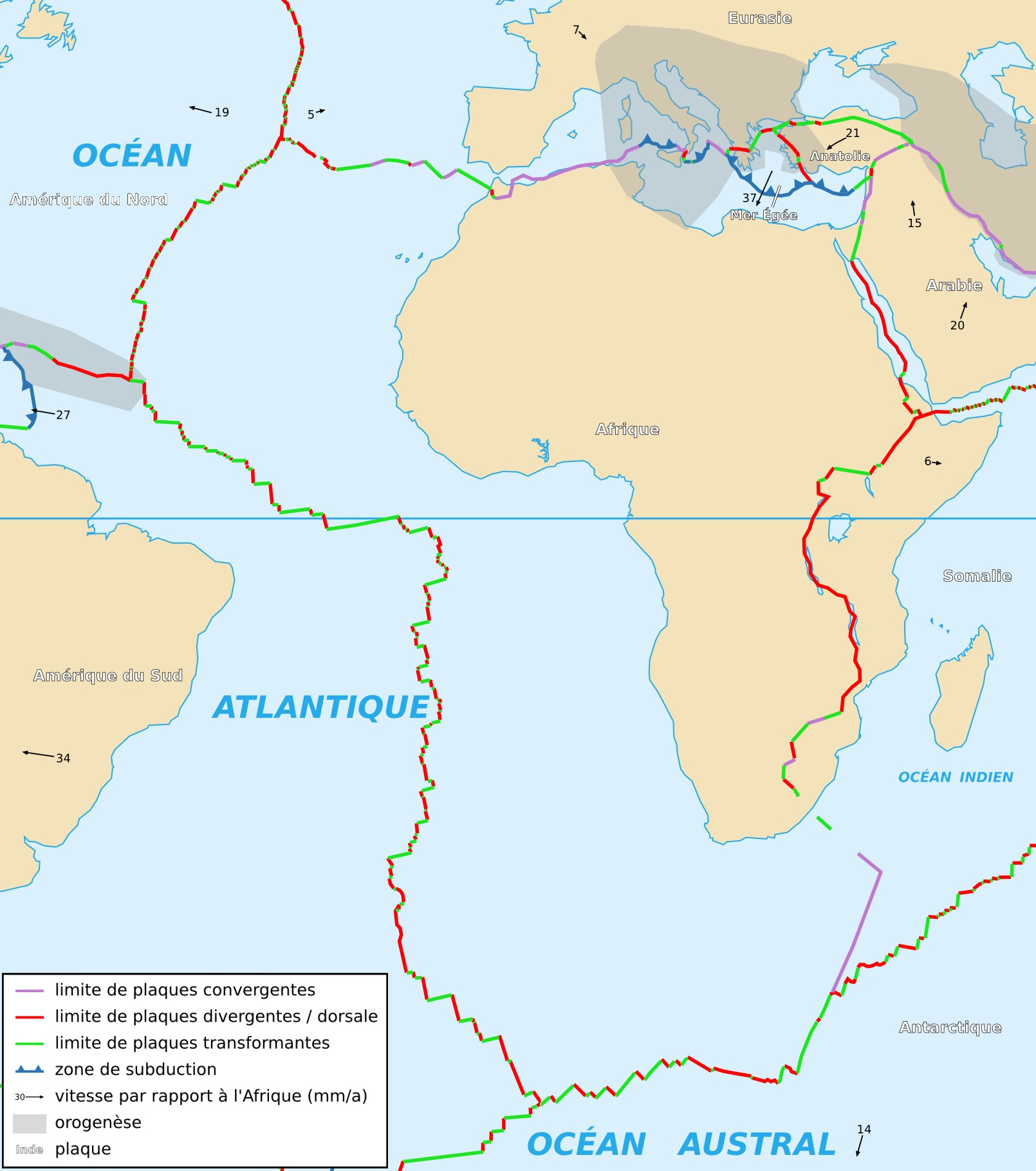
Mapa de la placa africana

La placa africana (designada de vegades com la placa de Núbia) és una placa tectònica continental que cobreix el continent de l'Àfrica i que s'estén cap a l'oest fins a la dorsal mesoatlàntica.
Les plaques limítrofes són:
- Al nord la placa eurasiàtica i la placa aràbiga.
- Al sud la placa antàrtica.
- A l'est la placa australiana, la placa índia i la placa aràbiga.
- A l'oest la placa sud-americana i la placa nord-americana.

Tots els límits de la placa africana són divergents, excepte el que toca amb la placa eurasiàtica. La placa inclou diversos blocs continentals estables de roques velles, els quals van formar el continent africà durant l'existència de Gondwana fa uns 550 milions d'anys. Aquests blocs són, del sud al nord, el Kalahari, el Congo, el Sàhara i el bloc africà occidental. Cada un d'aquests blocs es poden subdividir en blocs més petits i uniformes.
Un dels aspectes més importants de la placa és la gran vall del Rift, a l'est, una fractura que està separant una porció del continent, i que eventualment formarà la placa de Somàlia i un subcontinent dins d'Àfrica. El moviment de la placa és cap al nord-est, a uns 2,15 cm cada any, la qual cosa la portarà a unir-se amb l'extrem sud de la península Ibèrica, dintre d'uns 650.000 anys, acció que separarà el mar Mediterrani de l'oceà Atlàntic.